# Kalophrynus palmatissimus
Espèce
Statut de conservation UICN

 EN B1ab(iii) : En danger
Kalophrynus palmatissimus est une espèce d'amphibiens de la famille des Microhylidae.

## Répartition
Cette espèce est endémique de Sud de la Malaisie péninsulaire. Elle se rencontre dans les États de Selangor et de Negeri Sembilan notamment dans les réserves de Pasoh Forest et de Gombak Forest, et au Templer Park. Elle est présente jusqu'à 300 m d'altitude,.

## Publication originale
- Kiew, 1984 : A new species of sticky frog (Kalophrynus palmatissimus n. sp.) from Peninsular Malaysia. Malayan Nature Journal, vol. 37, p. 145-152.